# تیسک
تیسک (به لاتین: Tísek) یک منطقهٔ مسکونی در جمهوری چک است که در ناحیه نووی ییتشین واقع شده‌است. تیسک ۹۵۵ نفر جمعیت دارد.